# Pietrowka (rejon usmański)
Pietrowka (ros. Петровка) – wieś (sieło) w Rosji, w obwodzie lipieckim, w rejonie usmańskim. W 2010 liczyła 131 mieszkańców.